# 파라잔틴
파라잔틴(영어: paraxanthine)은 메틸크산틴 계열의 중추신경계(CNS) 각성제이다. 카페인과 거의 동등한 효능을 가지고 있으며, 구조적으로는 잔틴에 메틸기가 2개 붙은 화합물이다. 파라크산틴, 1,7-다이메틸잔틴(영어: 1,7-dimethylxanthine)이라고도 한다.

## 제조와 물질대사
파라잔틴은 식물에서 생산되지 않으며 동물에서 카페인의 대사산물로만 관찰된다. 또한 몇몇 세균에서 카페인의 자연 대사산물이다. 카페인을 섭취하게 되면 약 84%의 카페인이 파라잔틴을 생성하여, 카페인의 주요 대사산물이 된다.
파라잔틴은 인간과 생쥐와 같은 다른 동물에서 카페인의 주요 대사산물이다. 섭취 직후 카페인은 사이토크롬 P450에 의하여 파라잔틴으로 대사된다. 이는 카페인의 R3(N3) 위치에서 메틸기를 제거한다. 파라잔틴 형성 후, 파라잔틴은 N1 위치의 디메틸화에 의해 7-메틸옥산틴으로 분해될 수 있으며, 이후 CYP2A6 과 CYP1A2에 의해 산화되거나, CYP1A2에 의해 1,7-디메틸라르산으로 분해된다. 또 다른 경로에서 파라잔틴은 N-아세틸-전달효소 2를 통해 5-아세틸라미노-6-포름알라미노-3-메틸루라실로 분해된다. 또 다른 경로에서는 파라잔틴이 1 메틸잔틴을 형성하는 CYPIA2 대사물이 되고, 그 다음 잔틴 산화제에 의해 대사된어 1메틸요산을 형성할 수 있다.

## 약학과 생리학적 효과
파라잔틴은 혈액 내에서 혈청 유지방산 농도를 증가시킨다.

### 약동학
파라잔틴은 세포 내 cAMP를 상승시키고 PKA를 활성화하며 TNF-α와 류코트라이엔 합성을 억제하며 염증과 선천성 면역성을 감소시키는 경쟁적이고 비선택적인 포스포다이에스터레이스 억제제이다. 파라잔틴은 비선택적 아데노신 수용체 길항제로써 혈장 에피네프린과 심장의 확장기 혈압을 상승시킨다.
파라잔틴은 카페인과 달리 Na+/K+ ATPase의 효소 효과인자 역할을 한다. 그 결과, 골격근으로 칼륨 이온의 수송을 증가시키는 원인이 된다. 마찬가지로 이 화합물은 근육의 칼슘 이온 농도 증가를 자극하기도 한다.

### 독성
파라잔틴은 카페인보다 낮은 독성을 보이는 것으로 알려져 있다. 평균 섭취에 비례하는 혈액 수치는 상당히 무해한 것으로 보이는 반면, 파라잔틴의 높은 혈중 농도는 임산부의 유산과도 연관되어 있다.